# Détour De Seta
Détour De Seta è un film documentario del 2004 diretto da Salvo Cuccia.

## Trama
Ripercorrendo i luoghi dei film di Vittorio De Seta, il documentario intreccia la storia di De Seta con la storia d'Italia della seconda parte del XX secolo, alla ricerca delle persone che avevano avuto contatti con lui: la gente che ha girato Banditi a Orgosolo, i minatori di Cozzo Disi, i pescatori di Ganzirri.
Nel film si alternano paesaggi ripresi in 35mm, le parole di De Seta, interviste girate in digitale a diversi intellettuali (tra cui Goffredo Fofi, Gianfranco Pannone e Michele Mancini), materiali di repertorio, e immagini di personaggi riprese da De Seta.

## Colonna sonora
Le musiche originali sono di Domenico Sciajno. Per il suono ha collaborato Pierre-Yves Lavoué.

## Distribuzione
- 2004, Festival di Locarno.[5]

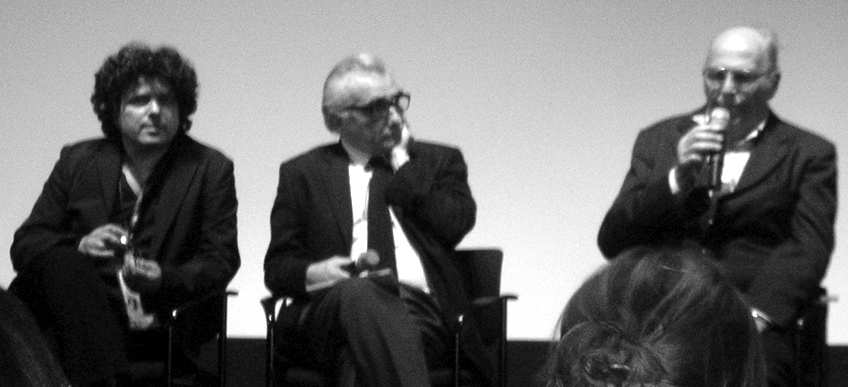
Salvo Cuccia, Martin Scorsese e Vittorio De Seta al Tribeca Film Festival

- Nel 2005, in occasione di un tributo a Vittorio De Seta, il documentario è stato presentato a New York al Tribeca Film Festival da Martin Scorsese,[2][6] e successivamente al Full Frame Documentary Film Festival, Durham, (Stati Uniti).[7]
- 2007. Big Screen Italia 2007: Docs & Movies. Kunming (Yunnan - Cina).[8]
- 2008, Histoires d'It. Il nuovo documentario italiano. Istituto Italiano di Cultura, Parigi.[9]

## Accoglienza

### Critica
- Un documentario straordinario e sorprendente,[10] Martin Scorsese.

### Riconoscimenti
- 2005. Premio Miglior Documentario: Detour De Seta, 8° Genova Film Festival.[11]